# تیم ملی فوتبال قبرس
تیم ملی فوتبال قبرس یک تیم فوتبال بین‌المللی است که به نمایندگی از کشور قبرس به میدان می‌رود. این تیم زیر نظر فدراسیون فوتبال قبرس فعالیت می‌کند.